# Ottilia von Katzenelnbogen
Ottilia von Katzenelnbogen (Starkenburg, 1453 circa – Baden-Baden, 15 agosto 1517) fu per matrimonio margravia di Baden-Baden.

## Biografia
Era l'unica figlia di Filippo II di Katzenelnbogen, detto "il Giovane" (1427 – 1453), e di Ottilia di Nassau-Dillenburg (1437 – 1493). Il suo battesimo ebbe luogo un mese dopo la morte di suo padre, il 22 marzo, al castello di Starkenburg, nei pressi di Darmstadt.
Filippo II il Giovane era a sua volta il maggiore dei due figli maschi di Filippo I di Katzenelnbogen detto "il Vecchio" (1402 – 1479) e della sua prima moglie, Anna di Württemberg (1408 – 1471).
Lo zio di Ottilia, Eberardo di Katzenelnbogen, unico discendente maschio rimasto della famiglia, fu assassinato nel 1456: suo nonno Filippo I di Katzenelnbogen fece allora un accordo con l'elettore palatino Federico I e promise in sposa Ottilia, che aveva allora solo tre anni, al nipote dell'elettore, Filippo. Tuttavia, undici anni dopo, nel 1467, quando ella raggiunse l'età da marito, Filippo rifiutò di sposarla per ragioni personali.
Grazie agli intrighi di Giovanni II di Baden, elettore e arcivescovo di Treviri, Ottilia fu allora fidanzata con Cristoforo, erede di Baden-Baden: il contratto di matrimonio fu firmato il 20 giugno 1468, e la cerimonia di nozze formale ebbe luogo sette mesi dopo, il 30 gennaio 1469 nella città di Coblenza. Contemporaneamente la sorella di Cristoforo, Cimburga, sposò il conte Engelberto II di Nassau, cugino di primo grado della madre di Ottilia. Due anni dopo, prima del 13 gennaio 1471, la madre, Ottilia di Nassau-Dillenburg, contessa ereditaria vedova di Katzenelnbogen si risposò con il conte Osvaldo di Thierstein (1435-1488) e tre anni dopo, il 24 gennaio 1474, Anna di Nassau-Dillenburg, sorella di Engelberto, sposò il conte Filippo I di Katzenelnbogen "il Vecchio" come sua seconda moglie.
La dote di Ottilia fu la più alta del casato di Baden. Oltre al castello di Stadeck con tutti i suoi accessori (per un valore di circa 26.000 fiorini) furono aggiunti altri 48.000 fiorini a lungo termine. L'importo totale era di circa 80.000 fiorini.
il matrimonio tra Ottilia e suo marito viene descritto come felice. Ebbero 15 figli tra il 1470 e il 1493, di cui tredici raggiunsero l'età adulta:
- Ottilia (6 giugno 1470; 1490), badessa di Pforzheim
- Giacomo (6 giugno 1471; Köln,27 aprile 1511), dal 1503 arcivescovo di Treviri
- Maria (2 luglio 1473; 9 gennaio 1519); badessa nel monastero di Lichtenthal
- Bernardo (7 aprile 1474; 29 giugno 1536) in seguito margravio di Baden
- Carlo (21 giugno 1476; Strasburgo, 7 ottobre 1510); canonico a Strasburgo e a Treviri
- Cristoforo (21 luglio 1477, Durlach, 29 marzo 1508); canonico a Strasburgo e a Colonia
- Filippo (10 dicembre 1478, 17 settembre 1533); in seguito margravio di Baden
- Rodolfo (16 giugno 1481; 23 settembre 1532); canonico a Magonza, Colonia, Strasburgo ed Augusta
- Ernesto (Pforzheim, 7 ottobre 1482; Sulzburg, 6 febbraio 1553); più tardi margravio di Baden
- Volfango (10 maggio 1484; 24 giugno 1522)
- Sibilla ( 26 aprile 1485; Willstätt, 10 luglio 1518) sposò il 24 gennaio 1505 il conte Filippo III di Hanau-Lichtenberg (18 ottobre 1482 - 15 maggio 1538)
- Rosina (5 marzo 1487; Wachendorf, 29 ottobre 1554), sposò in prime nozze nel 1503 il conte Francesco Volfango di Hohenzollern (1483/1484; 16 giugno 1517) e in seconde nozze Giovanni von Ow zu Wachendorf (morto il 29 ottobre 1571)
- Giovanni (morto il 19 giugno 1490 nel Lussemburgo)
- Beatrice (22 gennaio 1492 - 4 aprile 1535) sposò nel 1508 il conte palatino Giovanni II di Simmern (21 marzo 1492; 18 maggio 1557)
- Giorgio (1º luglio 1493; 16 novembre 1493)

Nel 1479, dopo la morte del nonno di Ottilia, Filippo I di Katzenelnbogen, cominciò una disputa con il marito di sua zia, Enrico III d'Assia per la sua quota ereditaria dei territori di Katzenelnbogen, sebbene la questione fosse stata già negoziata nel contratto matrimoniale di Ottilia. Dopo lunghe trattative, si giunse a un accordo e il margravio di Baden-Baden ricevette una somma di 4,000 fiorini in cambio della rinuncia formale alle pretese di sua moglie. Quando il cugino di Ottilia, Guglielmo III d'Assia morì nel 1500, ella ricevette altri 12.000 fiorini come compenso monetario, così nel marzo 1501 la casata di Baden rinunciò definitivamente alle pretese sulla contea di Katzenelenbogen.
Ottilia morì il 15 agosto 1517 a Baden-Baden e fu sepolta nella collegiata della chiesa locale. Il suo epitaffio in bronzo mostra un'immagine di lei con gli stemmi di Württemberg e di Katzenelnbogen ai suoi piedi.

## Ascendenza
|                                |                                   |                                        | Genitori                             |  |  | Nonni |  |  | Bisnonni                      |  |  | Trisnonni                     |  |
|                                |                                   |                                        |                                      |  |  |       |  |  | Giovanni IV di Katzenelnbogen |  |  | Dieter VIII di Katzenelnbogen |  |
|                                |                                   |                                        |                                      |  |  |       |  |  | Giovanni IV di Katzenelnbogen |  |  | Dieter VIII di Katzenelnbogen |  |
|                                |                                   | Elisabetta di Nassau-Wiesbaden-Idstein |                                      |  |  |       |  |  | Giovanni IV di Katzenelnbogen |  |  |                               |  |
| Filippo I di Katzenelnbogen    |                                   |                                        |                                      |  |  |       |  |  | Giovanni IV di Katzenelnbogen |  |  |                               |  |
|                                |                                   | Anna di Katzenelnbogen                 | Eberardo V di Katzenelnbogen         |  |  |       |  |  |                               |  |  |                               |  |
|                                |                                   | Anna di Katzenelnbogen                 | Eberardo V di Katzenelnbogen         |  |  |       |  |  |                               |  |  |                               |  |
|                                |                                   | Anna di Katzenelnbogen                 | Agnese di Diez                       |  |  |       |  |  |                               |  |  |                               |  |
| Filippo II di Katzenelnbogen   |                                   | Anna di Katzenelnbogen                 |                                      |  |  |       |  |  |                               |  |  |                               |  |
|                                |                                   | Eberardo IV di Württemberg             | Eberardo III di Württemberg          |  |  |       |  |  |                               |  |  |                               |  |
|                                |                                   | Eberardo IV di Württemberg             | Eberardo III di Württemberg          |  |  |       |  |  |                               |  |  |                               |  |
|                                |                                   | Eberardo IV di Württemberg             | Antonia Visconti                     |  |  |       |  |  |                               |  |  |                               |  |
| Anna di Württemberg            |                                   | Eberardo IV di Württemberg             |                                      |  |  |       |  |  |                               |  |  |                               |  |
|                                |                                   | Enrichetta di Mömpelgard               | Enrico II di Mömpelgard              |  |  |       |  |  |                               |  |  |                               |  |
|                                |                                   | Enrichetta di Mömpelgard               | Enrico II di Mömpelgard              |  |  |       |  |  |                               |  |  |                               |  |
|                                |                                   | Enrichetta di Mömpelgard               | Maria di Châtillon                   |  |  |       |  |  |                               |  |  |                               |  |
| Ottilia von Katzenelnbogen     |                                   | Enrichetta di Mömpelgard               |                                      |  |  |       |  |  |                               |  |  |                               |  |
|                                | Engelberto I di Nassau-Dillenburg | Giovanni I di Nassau-Dillenburg        |                                      |  |  |       |  |  |                               |  |  |                               |  |
|                                | Engelberto I di Nassau-Dillenburg | Giovanni I di Nassau-Dillenburg        |                                      |  |  |       |  |  |                               |  |  |                               |  |
|                                | Engelberto I di Nassau-Dillenburg | Margherita di Mark                     |                                      |  |  |       |  |  |                               |  |  |                               |  |
| Enrico II di Nassau-Dillenburg | Engelberto I di Nassau-Dillenburg |                                        |                                      |  |  |       |  |  |                               |  |  |                               |  |
|                                |                                   | Giovanna di Polanen                    | Giovanni III di Polanen              |  |  |       |  |  |                               |  |  |                               |  |
|                                |                                   | Giovanna di Polanen                    | Giovanni III di Polanen              |  |  |       |  |  |                               |  |  |                               |  |
|                                |                                   | Giovanna di Polanen                    | Odilia di Salm                       |  |  |       |  |  |                               |  |  |                               |  |
| Ottilia di Nassau-Dillenburg   |                                   | Giovanna di Polanen                    |                                      |  |  |       |  |  |                               |  |  |                               |  |
|                                |                                   | Roberto IV di Virneburg                | Adolfo di Virneburg                  |  |  |       |  |  |                               |  |  |                               |  |
|                                |                                   | Roberto IV di Virneburg                | Adolfo di Virneburg                  |  |  |       |  |  |                               |  |  |                               |  |
|                                |                                   | Roberto IV di Virneburg                | Jutta I di Randerode                 |  |  |       |  |  |                               |  |  |                               |  |
| Genoveva di Virneburg          |                                   | Roberto IV di Virneburg                |                                      |  |  |       |  |  |                               |  |  |                               |  |
|                                |                                   | Agnese di Solms-Braunfels              | Otto di Solms-Braunfels              |  |  |       |  |  |                               |  |  |                               |  |
|                                |                                   | Agnese di Solms-Braunfels              | Otto di Solms-Braunfels              |  |  |       |  |  |                               |  |  |                               |  |
|                                |                                   | Agnese di Solms-Braunfels              | Agnese di von Falkenstein-Münzenberg |  |  |       |  |  |                               |  |  |                               |  |
|                                |                                   | Agnese di Solms-Braunfels              |                                      |  |  |       |  |  |                               |  |  |                               |  |